# Pernilla Emme
Pernilla Emme, född 23 mars 1965 i Värnamo, är en svensk musiker och sångerska.
Emme som har deltagit i Melodifestivalen och har även gjort flera tv-framträdanden, bland annat i Bingolotto. Hon har samarbetat med Galenskaparna och After Shave i deras musikal Hagmans Konditori på Lorensbergsteatern.
Emme har varit lärare på Musikhögskolan vid Göteborgs universitet och erhöll Thomas Utbult-stipendiet 2007.

## Album (urval)
- Pernilla Emme (1993)
- N-Mix (1997)
- Lugnets Land (1998)
- Tröstemässa (2008, texter av Atle Burman tonsatta av Pernilla Emme[1]).

### Melodifestivalen
- Deltog i kören vid Melodifestivalen 1990 och 2000
- "I dina ögon"[2] (3:e plats i Melodifestivalen 1993)
- Deltog i kören bakom Lotta Engberg vid Melodifestivalen 1996
- "Där en ängel hälsat på" – framfördes av N-Mix med Emme som frontperson och låtskrivare (2:a plats i Melodifestivalen 1997)

### Eurovision Song Contest
- Deltog i kören för Norge 1990, bidraget "Brandenburger Tor" (21:a plats).
- Körade med Frank Ådal för Sverige 2000, bidraget "When Spirits Are Calling my name" (7:e plats).

### Lotta på Liseberg
- Medlem i kören